# Nikitin-Methode
Als Nikitin-Methode wird ein Modell zur kindlichen Früherziehung bezeichnet, das zu Beginn der 1960er Jahre vom Ehepaar Lena und Boris Nikitin in der Sowjetunion entwickelt und in mehreren Büchern beschrieben wurde. Maßgeblich ist es, den Kindern schon von der Wiege an so viele und so unterschiedliche Anregungen wie möglich zu geben und deren Neugier zu fördern, zum anderen keinen Druck auszuüben und den Kindern Mitsprachemöglichkeiten zu geben.

## Familie
Die Familie Nikitin wohnte in der Siedlung Bolschewo, rund 40 Kilometer nordöstlich von Moskau. Sie haben/hatten sieben Kinder, die zwischen 1959 und 1971 geboren wurden. Diese Kinder sind: Alexej (* 1959), Anton (* 1960), Olga (* 1962), Anna (* 1964), Julija (* 1966), Iwan (* 1969) und Ljuba (* 1971).
Die Nikitins haben ihre Kinder auf spielerische Weise ab den ersten Lebensmonaten gefördert und gefordert, ihnen Selbständigkeit, Unabhängigkeit und die Fähigkeit zur Selbsthilfe beigebracht, ihnen auch intellektuelle Leistungen und soziales Verhalten abverlangt. Unter anderem ging es ihnen darum, eine anregende Umgebung, eine Lern-Spiel-Landschaft für und mit ihren Kindern zu schaffen. Den von ihnen entwickelten Spielmaterialien zur Förderung der geistigen Entwicklung kommt hierbei eine besondere Bedeutung zu.
Alle Kinder konnten mit drei oder vier Jahren lesen und nach dem Lehrplan der ersten Klasse rechnen, mit fünf bis sechs Jahren konnten sie schreiben, und mit vier bis fünf Jahren waren sie in der Lage, Pläne, Zeichnungen und Landkarten zu verstehen. In den ersten Schuljahren zeigten alle Kinder ausgezeichnete Leistungen. Zum Teil wurden sie gleich in die zweite oder dritte Klasse eingeschult oder übersprangen mehrere Klassen.

## Barfuß und wenig Kleidung
Die Nikitins gehen davon aus, dass der Mensch die natürliche Fähigkeit aller Säugetiere besitzt, sich an verschiedene Umgebungstemperaturen anzupassen. Diese Fähigkeit zur „Wärmeregulatur“ könne jedoch verloren gehen, wenn Kinder schon früh durch Kleidung an eine gleichmäßige Temperatur gewöhnt werden. Dies könne dazu führen, dass sie anfälliger für verschiedene Krankheiten werden, z. B. für Erkältungen. Außerdem werde durch enge, schwere Kleidung der natürliche Bewegungsdrang des Kindes behindert. Wenige und leichte Kleidung und eine kühle Umgebungstemperatur regten hingegen zur Bewegung an. Körperliche Aktivität werde als angenehm und lustvoll empfunden. Das barfüßige Laufen wirke sich günstig auf die Körperhaltung aus, und die Kinder könnten ihre Fähigkeiten, zu gehen und zu laufen, sowie ihre gesamte Bewegungskoordination besser entwickeln. Aufgrund dieser Annahmen durften die Kinder barfuß und nur mit kurzem Höschen bekleidet fast das ganze Jahr hindurch drinnen und draußen spielen.

## Ernährung
Der Grundgedanke der Familie ist: Essen setzt Hunger voraus, wer Hunger hat, der isst auch. Andere Familien verbringen viel Zeit beim Kochen, bereiten „…verschiedene Gerichte für Jung und alt, gewürzt und ungewürzt“ vor. Nikitins hatten ihr Essen so umgestellt: Was für Kinder gesund ist, ist für Erwachsene nicht ungesund. Es gab geregelte Mahlzeiten am gemeinsamen Tisch, alle aßen dasselbe. Wer nichts isst, muss bis zur nächsten Mahlzeit warten. Kleinkinder werden auf diese Weise schon früh an das spätere Essen herangeführt und bekommen immer Häppchen zu probieren, bevorzugt gesundes, nahrhaftes Essen aus der Region. Experimente mit Rezepten gab es nicht. Nach dem Mahl sollte nichts auf dem Teller übrig bleiben. Sollte sich dennoch mal jemand überschätzt haben, blieb das Essen für später auf dem Teller. Die Nikitins waren der Meinung, dass den meisten Eltern die Geduld fehlt, schon im Kleinkindalter auf diese Technik zu achten, was es später dann umso schwerer mache.

## Turnen
- Die Kinder beginnen früh mit Turnübungen. Sowie sie laufen können und Ringe oder andere Geräte ergreifen können, erlernen sie spezielle Bewegungen.
- Anfänglich gab es in einem Zimmer der Wohnung nur wenige Ringe, ein kleines Reck und Lianen. Nach einem Umzug wurde die Ausstattung erweitert. Es gab u. a. eine große Stange, die 5,70 m lang war und über zwei Etagen ging.
- Die Kinder werden Schritt für Schritt ohne Hilfe an die einzelnen Aufgaben herangeführt. Die Kinder beginnen mit einfachen Erfolgen und arbeiten sich immer weiter nach oben. Sollten die Kinder eine Höhe erreicht haben, die ihnen Angst macht, wird ihnen nicht beim Abstieg geholfen. Das Kind soll dadurch ein höheres Maß an Selbständigkeit erlangen.
- Wenn Kinder keine Kraft mehr haben oder keine Lust zum Turnen, hören sie von allein auf. Es sollte kein Leistungsdruck aufkommen.
- Turnende Kleinkinder sind motorisch weiter entwickelt als andere und haben einen praktischen Zugang zu physikalische Gesetzen, beispielsweise der Schwerkraft. Gleichzeitig sind sie umsichtiger beim Erforschen von neuen Dingen, ohne ängstlich zu sein.

## Spielmaterial
Zu den von Boris und Lena z. T. selbst entwickelten Spielmaterialien gehören:
- Nikitin-Musterwürfel
- Nikitin-Quadrate
- Nikitin-Matrici
- Nikitin-Zahlentürme
- Nikitin-ABC-Würfel
- Nikitin-Uniwürfel
- Nikitin-Geowürfel
- Nikitin-Bausteine

Mit dem Uniwürfel soll das Kind sein räumliches Denken und die dreidimensionale Vorstellungskraft trainieren. Mit den Nikitin-Quadraten wird der Sinn für Formen und Kombinatorik spielerisch trainiert. Alle diese Spiele sind darauf angelegt, die Feinmotorik, Konzentration, Wahrnehmung und auch die Kreativität zu fördern. Jedes Spiel hat zudem verschiedene Schwierigkeitsgrade, die dem Kind immer wieder neue Herausforderungen bieten.

## Soziales Lernen
Neben dem Erwerb kognitiver und körperlicher Kompetenzen haben die Eltern darauf Wert gelegt, dass ihre Kinder ihre sozialen Fähigkeiten entwickeln und sich nicht aufgrund ihrer Leistungen zu „Einzelkämpfern“ entwickeln. Lena Nikitin hat dies in drei wesentlichen Punkten zusammengefasst:
- Die Erwachsenen sollten stets selbst fürsorglich miteinander umgehen und sich gegenseitig unterstützen. Alle häuslichen und erzieherischen Tätigkeiten teilen sich beide Eltern.
- Die Kinder sollten die Gelegenheit haben, sich schon als Kleinkind helfend in die Familie einzubringen und hierzu ermutigt und bestärkt (Lob!) werden. Verrichtet ein Kind eine „Arbeit“, so wird es dafür am Monatsende entlohnt. Außerdem haben die Kinder ein Mitspracherecht bei familiären Angelegenheiten, bzw. bei Auseinandersetzungen.
- Kinder sollten schon früh lernen, für andere Menschen Mitgefühl zu entwickeln und sich um diese zu kümmern, zum Beispiel durch ehrenamtliches Engagement.